# Kormos Tivadar
Kormos Tivadar, született Koch Tivadar Sándor Bódog (Győr, 1881. november 10. – Budapest, 1946. augusztus 25.) magyar geológus, paleontológus, barlangkutató, malakológus, régész, egyetemi magántanár.

## Élete és munkássága
Kormos (Koch) Adolf törvényszéki bíró és Mittelmann Berta fia. A Budapesti Tudományegyetemen rövid ideig tanulmányokat folytatott jogi, majd geológiai és biológiai szakon, itt 1906-ban bölcsészdoktori oklevelet szerzett. Pályafutását az egyetem földtani tanszékén kezdte mint tanársegéd. 1908 és 1919 között a Magyar Királyi Földtani Intézet geológusaként munkálkodott. 1914-ben egyetemi magántanári címet szerzett. A Magyarországi Tanácsköztársaság melletti állásfoglalása következtében felfüggesztették állásából, majd 1922-ben nyugdíjazták. Egy ideig magántisztviselőként dolgozott, majd az 1930-as évektől kezdődően a Magyar Általános Kőszénbánya, valamint a Magyar Alumíniumipar Rt. geológusaként működött.
Munkássága legnagyobb részben a geológiai és a biológiai ismereteket ötvözte. Fiatalabb korában, pályafutásának kezdete körül minden természettudomány érdekelte, többek közt madártani megfigyeléseket végzett és publikált szaklapokban.
Az 1910-es években kapcsolatba került a virágkorában levő magyar régészeti és őslénytani célú barlangkutatással, elsősorban a kor híres tudósa, Kadić Ottokár révén; tanulmányozta a magyarországi negyedidőszaki csigák és kagylók faunáját. Valószínűleg ez a tudományág vonzotta a barlangi felső pleisztocén kori emlősök kutatása felé. Ebben az időszakban publikálta számos feldolgozását barlangok, illetve kőfülkék gerinces faunáiról. Ezek közül kiemelkedő a Pilisszántói-kőfülke állatvilágáról szóló monográfiája, ahol már modernebb szemléletű kutatásokat végzett, alkalmazta többek közt a variációs statisztikát. Közreműködött a Barlangkutatás című folyóirat szerkesztésében.
A Földtani Intézet munkatársaként számos külföldi tanulmányúton vehetett részt többek közt Németországban, Olaszországban, Görögországban, Ausztriában, valamint Csehországban és Morvaországban. 1913-ban tagja volt a legelső magyar Adria-kutató expedíciónak, majd a Balkán-kutató expedíciónak is 1917 és 1918 között. Kis-Ázsiában, Görögországban és Szerbiában is több kutatást végzett az 1910-es évek elején.
Gerinces őslénytani szempontból azonban tudományos munkásságának egyik legfontosabb állomása a Betfia–Püspökfürdő közelében talált hasadékfaunák, illetve a már Petényi Salamon János által felkutatott és a 20. század fordulója után több új lelőhellyel bővülő villányi-hegységi faunák feldolgozása volt. Az 1910-es évek és az 1930-as évek második fele között leginkább rendszertani egységek alapján csoportosítva jelentek meg gerinces paleontológiai szakmunkái, melyekben tudományos szempontból számos új emlősfaj és -nemzetség leírását végezte el.
Mindezek alapján egyértelmű, hogy helyesen értelmezte a Villányi-hegység felső pliocén–alsó pleisztocén közötti emlősfaunájának törzsfejlődési helyzetét, ennek a klasszikus állattársaság-sorozatnak az alapfeldolgozása is legnagyobb részben az ő nevéhez köthető. Noha 1937-ig közölt leírást minden addig ismeretes villányi-hegységi lelőhelyről, és azok faunájának jegyzékét is összeállította, tervezett monográfiáját a villányi emlősökről már nem tudta befejezni. Az 1930-as években több külföldi kollégája kérésére a villányiakhoz hasonló korú emlősfaunákat dolgozott fel, illetve revideált Ausztriából, Németországból, Jugoszláviából, Franciaországból és Kínából.
Az ősemlősök maradványainak kutatása elvezette az ősemberleletek tanulmányozásához is. Az egyik legfontosabb magyarországi középső paleolitikum kori lelőhelyen, a mai gimnázium épülete alatt található tatai lelőhelyen fontos kutatásokat végzett. 1909-ben ásatta fel a helyet, ahol bebizonyította a neandervölgyi ember jelenlétét tűznyom, mamutcsontok és apró kőszerszámok segítségével.
Tudományos sokoldalúságának és világos szemléletének tudható be az a tény is, hogy az emlősök mellett a madarak hasonló evolúciós jelentőségét is ő ismerte fel a villányi-hegységi faunában. Kutatásainak eredményei máig fontosak a tudományos szakirodalomban, munkássága nemzetközi szinten is jelentős volt a tudományos körökben. A Farkasréti temetőben temették el.

## Főbb művei
- A Püspökfürdő hévízi faunájának eredete (Budapest, 1905)
- A fejérmegyei Sárrét geológiai múltja és jelene (Budapest, 1909)
- Új adatok a balatonmelléki alsópleisztacén rétegek geológiájához és faunájához (Budapest, 1910)
- A polgári pliocén csontlelet (Budapest, 1911)
- A hámori Puskaporos pleisztocén faunája (Budapest, 1911)
- A tatai őskőkori telep (Budapest, 1912)
- Három új ragadozó a Püspökfürdő melletti Somlyóhegy preglaciális rétegeiből (Budapest, 1914)
- A pilisszántói kőfülke (Budapest, 1915)
- Az ősember világa (Budapest, 1926)